# Resolució 2363 del Consell de Seguretat de les Nacions Unides
La Resolució 2363 del Consell de Seguretat de les Nacions Unides fou adoptada per unanimitat el 29 de juny de 2017. El Consell va ampliar el mandat de la UNAMID al Darfur per un any més fins al 30 de juny de 2018, alhora que decidir reduir significativament els seus efectius. La decisió era conseqüència de la política del nou president estatunidenc Donald Trump, que tenia com a objectiu reduir el pressupost de les operacions de manteniment de la pau de l'ONU.
El representant de Sudan es va alegrar de que la retirada gradual de la UNAMID demanada pel seu país. Només els grups armats seguien sent una amenaça al Darfur. Segons Sudan, els refugiats no necessitaven ajuda humanitària. Esperava que la resolució demanés una conferència de donants per al desenvolupament del Darfur, però això no havia passat.
Segons Human Rights Watch, però, no hi havia cap raó per creure que els atacs a la població haurien estat detinguts pel govern sudanès. Encara tenia les mateixes tropes a Darfur i, per tant, no se'n podia confiar per protegir la població. Els líders dels grups rebels JEM i SLA/MM també van demanar al Consell de Seguretat que preservés la UNAMID a Darfur. La violència es va reduir, però el conflicte s'havia acabat i també es podia descontrolar, tal com havia demostrat la lluita al nord i l'est de Darfur.

## Contingut
El nombre d'enfrontaments militars entre l'exèrcit i els grups rebels ha disminuït bruscament, ja que el govern havia anunciat un alto el foc unilateral fins al juny de 2017. Els grups rebels de l'Exèrcit d'Alliberament Sudanès-Minni Minnawi (SLA / MM) i el Moviment Justícia i Igualtat (JEM) van proclamar un alto el foc fins al novembre de 2017. No obstant això, hi havia pugnes recents al nord i l'est de Darfur. La major part de la violència era de caràcter intracomunitari, per terres, recursos, migracions i velles disputes.
Hi havia més policia sudanesa a la regió que en anys anteriors. Es va demanar al Sudan reforçar encara més la policia per restablir l'ordre i impedir la impunitat per violacions dels drets humans. La UNAMID havia guanyat més llibertat de circulació, i es van lliurar visats per al personal amb més facilitat. Tanmateix, la missió seguia afrontant restriccions per patrulles nocturnes i accés a zones on hi havia lluita. La burocràcia, especialment per a la secció de drets humans, també dificultava el treball.
El mandat de la UNAMID es va ampliar fins al 30 de juny de 2018. El secretari general António Guterres i el president de la comissió africana van proposar un enfocament de doble vessant. A la regió al voltant de Jebel Marra, la UNAMID se centraria en la protecció militar, l'eliminació de municions de guerra i el socors d'emergència. En altres àrees, on no hi havia hagut lluita recent, la major atenció es destinaria a l'estabilització, el suport a la policia, la protecció de la població, la mediació i la reforma dels serveis de seguretat.
El nombre màxim de tropes de la força de pau s'ajustaria cap avall durant els propers sis mesos, de 15.845 a 11.395 soldats i de 3.403 a 2.888 agents. En els sis mesos següents, es reduiria encara més fins a 8.735 soldats i 2.500 agents.